# Grano integral
Un grano integral es un grano de cereal  que contiene el germen, el endospermo, y el salvado, en contraste con los granos refinados, de los cuales sólo se retiene el endospermo.

## El consumo de granos integrales y la salud
El consumo de granos integrales ha sido coherentemente ligado con una disminución significativa en factores de riesgo para enfermedades cardiovasculares. El consumo regular de granos integrales reduce las LDL y los niveles de triglicérido, lo cual contribuye a una reducción global de 26% en los factores de riesgo de enfermedades del corazón. Además, el consumo de granos integrales está relacionado inversamente con la hipertensión, la diabetes, y la obesidad cuándo se compara con granos refinados, todos los cuales tienen indicadores negativos en cuanto a la salud cardiovascular.
El mantener los granos en la forma posible a su forma original retrasa o impide la digestión de almidones, y una digestión más lenta ayuda a impedir picos de azúcar en la sangre (con el tiempo los picos de azúcar en la sangre pueden conducir a una resistencia a la insulina).